# Troupes internes de Russie
 (août 2020).
Si vous disposez d'ouvrages ou d'articles de référence ou si vous connaissez des sites web de qualité traitant du thème abordé ici, merci de compléter l'article en donnant les références utiles à sa vérifiabilité et en les liant à la section « Notes et références ».
Les troupes internes du ministère des Affaires intérieures de la fédération de Russie (en russe : Внутренние войска Министерства внутренних дел Российской Федерации, abrégé ВВ), aussi appelées troupes de l'Intérieur, étaient une force paramilitaire de la fédération de Russie. Le 5 avril 2016, elles ont été officiellement séparées du ministère de l’Intérieur pour former la base de la Garde nationale de Russie.

## Histoire

### Troupes internes de l'Empire Russe
Les troupes internes dans l'Empire russe sont créées en 1811. En 1827, elles intègrent le corps spécial de gendarmerie nouvellement créé. Elles endossent le rôle de forces de l'ordre en tant que partie de l'armée impériale russe pendant le XIXe siècle et au début du XXe siècle. Elles sont sous le commandement du ministère de la police de l'Empire russe et des gouvernements.
L'Okhrana et la Troisième section de la Chancellerie Impériale sont également des forces de sécurité qui ont servi de bases aux troupes internes modernes.

### Troupes internes de l'URSS
Les troupes internes modernes sont créées en 1918 par le comité exécutif central panrusse en tant que partie du NKVD.
En 1919, elles sont rattachées à la Tchéka puis en 1922 au Guépéou.
Le 28 juillet 1988, le Présidium du Soviet suprême publie un décret pour clarifier son rôle dans l'URSS. Les troupes internes faisaient encore partie des forces armées soviétiques mais ne voulaient pas être considérée comme une force de répression interne, surtout après le désastre de la guerre en Afghanistan. Le ministère de l’Intérieur de son côté se trouve alors face à un escalade de la violence criminelle. Le 21 mars 1989, le présidium décide de sortir les troupes internes des forces armées et du commandement du ministère de la Défense pour les remettre au ministère de l’intérieur.

### Troupes internes de la fédération de Russie
À la suite de la dissolution de l'Union soviétique et de la mise en place de la fédération de Russie, les troupes internes de l'Union soviétique sont reconstituées en tant que troupes internes de Russie le 23 janvier 1992. Leur dernier commandant soviétique, le général-polkovnik Vassili Savvine (en), devient leur premier commandant sous la fédération de Russie.
Avec la fondation de la Garde nationale en avril 2016, les troupes internes deviennent les Forces de la Garde nationale de Russie (en). Elles ne dépendent plus du ministère de l’intérieur mais directement du Conseil de sécurité et du président de la fédération de Russie.